# Rue des Guillemites
Rue des Guillemites je ulice v Paříži v historické čtvrti Marais. Nachází se ve 4. obvodu.

## Poloha
Ulice vede od křižovatky s Rue Sainte-Croix-de-la-Bretonnerie a končí na křižovatce s Rue des Blancs-Manteaux.

## Historie
V roce 1790 byl zrušen klášter Blancs-Manteaux a prodán jako národní majetek. Budovy a zahrady byly prodány 3. října 1796 a 27. května 1797.
Vyhláška ministra Chaptala ze 17. února 1802 povolila v prostoru bývalého kláštera otevření ulice pod názvem Rue des Guillemites a stanovila její šířku na 10 metrů. Ulice dostala jméno podle poustevníků svatého Guillaume de Malavalle, též nazývaných vilemité (guillemites), kteří po roce 1297 působili v klášteře.
V následujících letech se ulice prodloužila mezi Rue des Blancs-Manteaux a Rue de Paradis-au-Marais. Královské nařízení z 12. července 1837 zachovalo původní šířku ulice.
V roce 1868 byla k Rue des Guillemites připojena Rue des Singes. Při bombardování města 24. srpna 1944 byly poškozeny domy v severní části ulice. Vyhláškou ze dne 6. května 1952 byla tato část ulice mezi Rue des Blancs-Manteaux a Rue des Francs-Bourgeois zrušena. Následně v těchto místech vzniklo Square Charles-Victor-Langlois a Rue de l'Abbé-Migne.